# Іловик

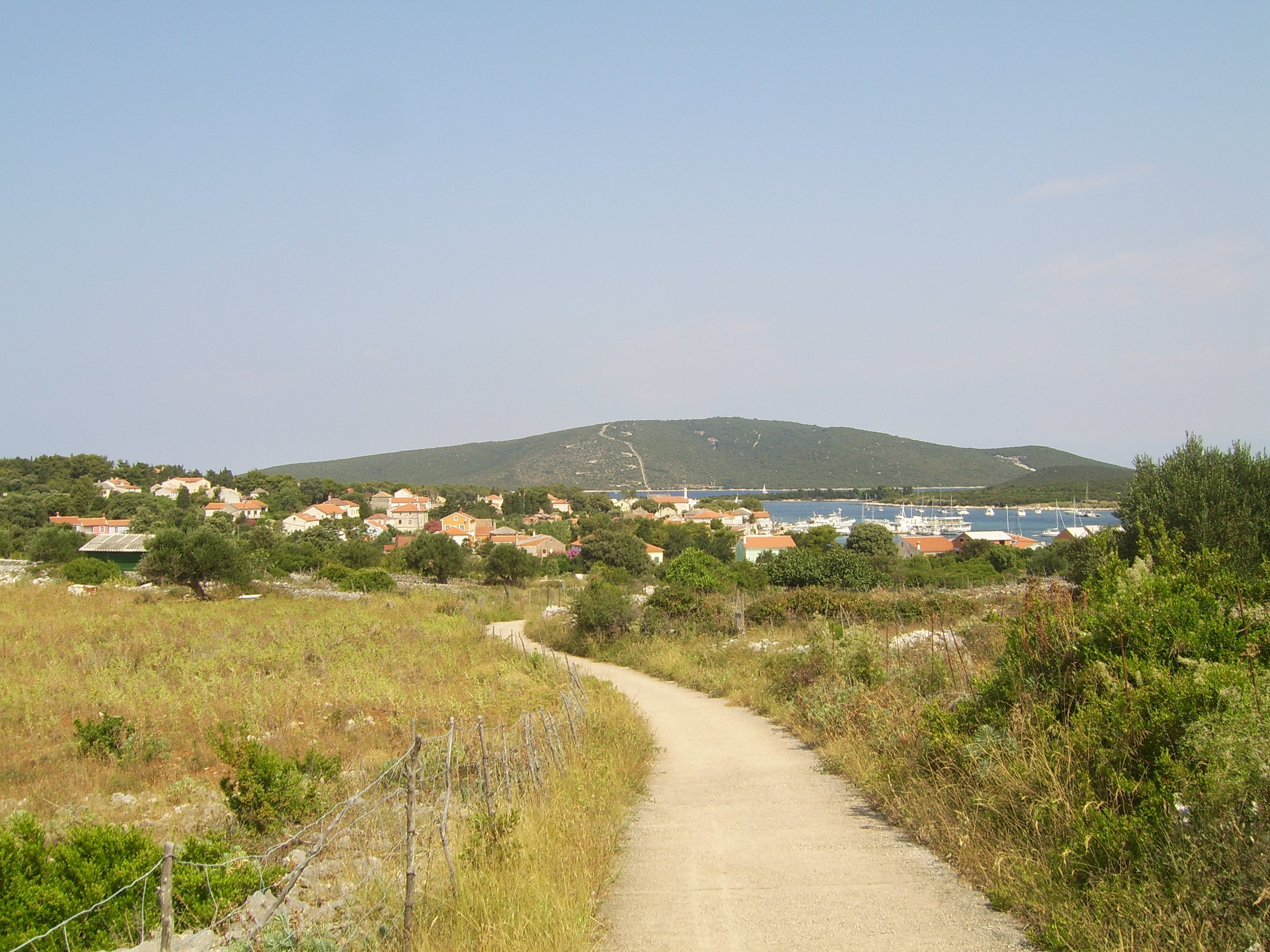
Містечко Іловик на півдні острова.Зліва канал і о.Св.Петар, позаду о.Лошинь

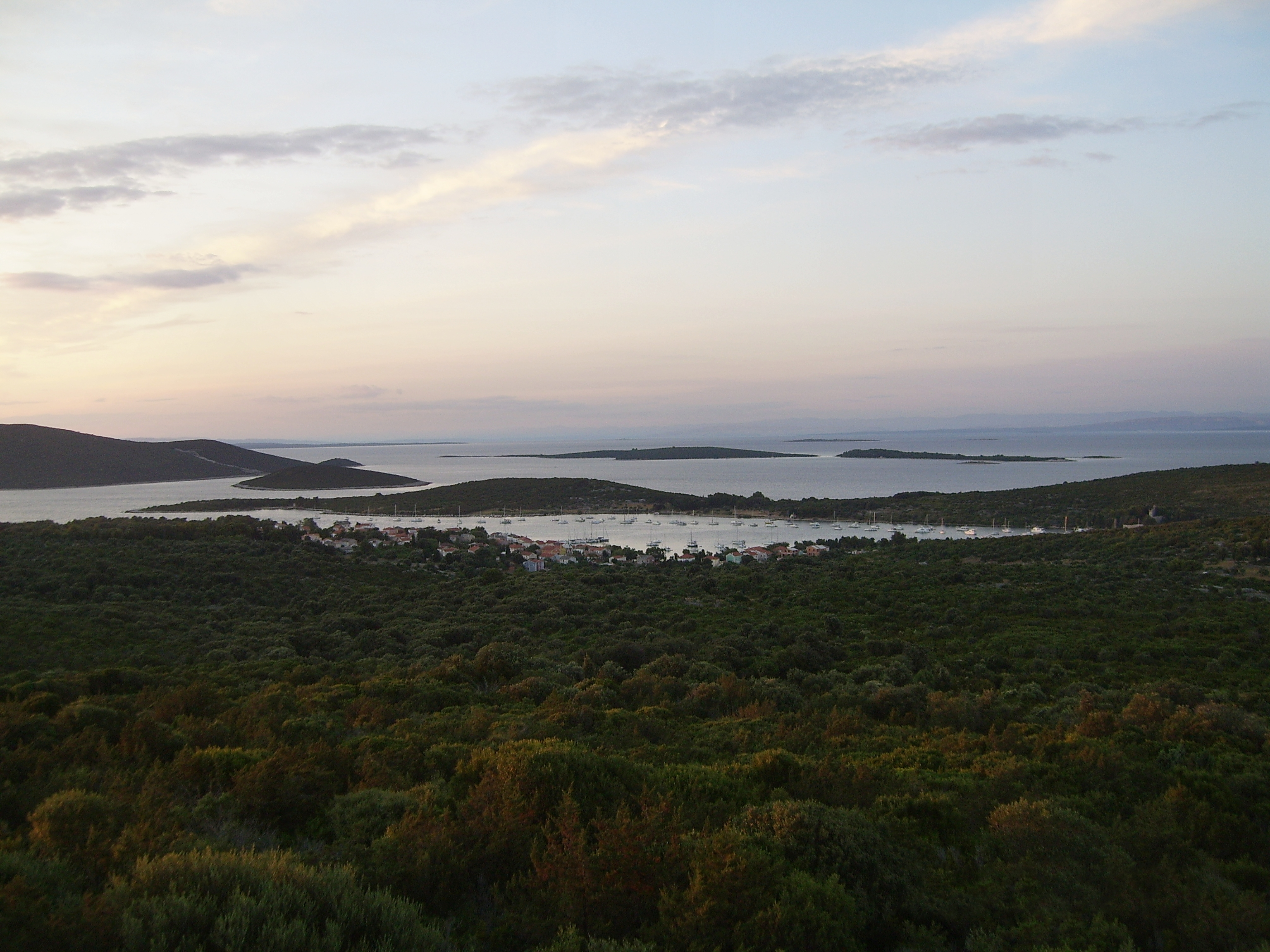
Погляд з вершини Дід.Видно: містечко Іловик, канал Св.Петар з однойменним осровом, трохи лівіше о.Козяк, ще лівіше о.Лошинь, зверху острови Веле Орюле (зліва) i Мале Орюле (справа), а далеко позаду о.Оруда.

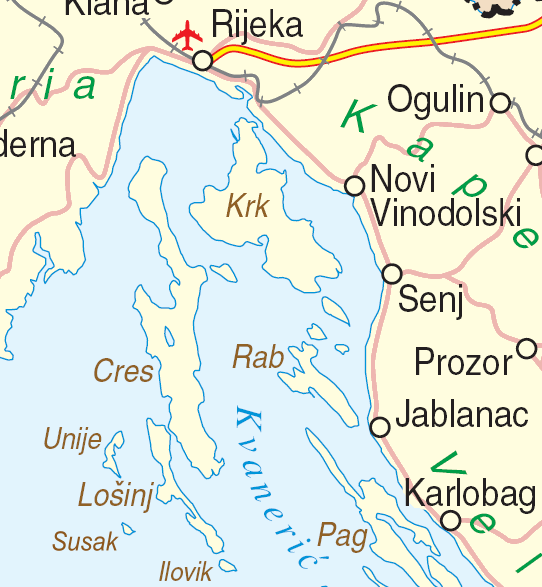
Затока Кварнер

Іловик (хорв. Ilovik) — острів в Адріатичному морі, в північній частині Хорватії. Адміністративно належить до міста Малі-Лошинь жупанії Приморсько-Горанський Котар.

## Загальні відомості
Площа острова — 5,51 км². Довжина берегової лінії — 14,091 км.  Найвища вершина — г.Дід (92 м).
Населення острова — 100 чоловік (2001). Населений пункт — Іловик.
На північ від Іловика лежить острів Лошинь і безлюдні Козяк та Светі Петар. Іловик і Светі Петар розділяє канал довжиною 2,5 км і шириною 300 м.

## Рослинність
Острів багатий середземноморською рослинністю. Тут є вічнозелені ліси, оливкові гаї, поля.
Ростуть також олеандри, пальми, зустрічаються двохсотлітні евкаліпти.
Іловик часто називають островом квітів.

## Економіка
Населення о.Іловик займається в основному землеробством, вівчарством, рибальством та туризмом.